# فلم بطل خارق

فارس الظلام (2008) واحد من أكثر أفلام الأبطال الخارقين شهرة ونجاحاً.

فيلم بطل خارق هو الفيلم الذي يركز على أعمال فرد أو جماعة من الأبطال الخارقين؛ أناس يمتلكون قدرات خارقة على عكس الناس العاديين ومهمتهم تكون حماية العامة. هذه الأفلام تتضمن عادة عناصر حركة و‌فنتازيا و/أو خيال علمي. أفلام الأبطال الخارقين عادة تمدد إلى عدة أجزاء، حيث يركز الجزء الأول في الأغلب على أصل البطل وكيف أمتلك تلك القوة وصراعه الأول مع أعدائه. معظم أفلام الأبطال الخارقين مستوحى من القصص المصورة.